# Бєляєв Володимир Іванович (біолог)
Володи́мир Іва́нович Бєля́єв (26 листопада 1855, Борзецов — †17 жовтня 1911) — російський ботанік-морфолог. 
Народився у селі Борзецові колишньої Московської губернії в сім'ї військовика. Професор Варшавського університету (1891–1899), директор Новоолександрійського інститут сільського господарства і лісівництва (з 1899), попечитель Київського (з 1902) та Варшавського (з 1905) навчальних округів.

## Праці
Праці Бєляєва присвячені дослідженню папоротеподібних і голонасінних рослин, сперматогенезу у папоротей, хвощів і харових водоростей, редукційного поділу рослинних клітин тощо. 
Ряд відкриттів Бєляєва у будові і розвитку статевих клітин у рослин стверджували філогенетичну спорідненість голонасінних і вкритонасінних і мали значний вплив на дальшу розробку вчення про історичний розвиток рослинного світу.